# Chilperik av Akvitanien
Chilperik, död år 632, var son till den frankiske merovingiske kungen Charibert II. Han mördades i Blaye kort efter sin far på order av Dagobert I. Childerik ligger begravd i Saint-Romain i Blaye.